# 主要被子植物

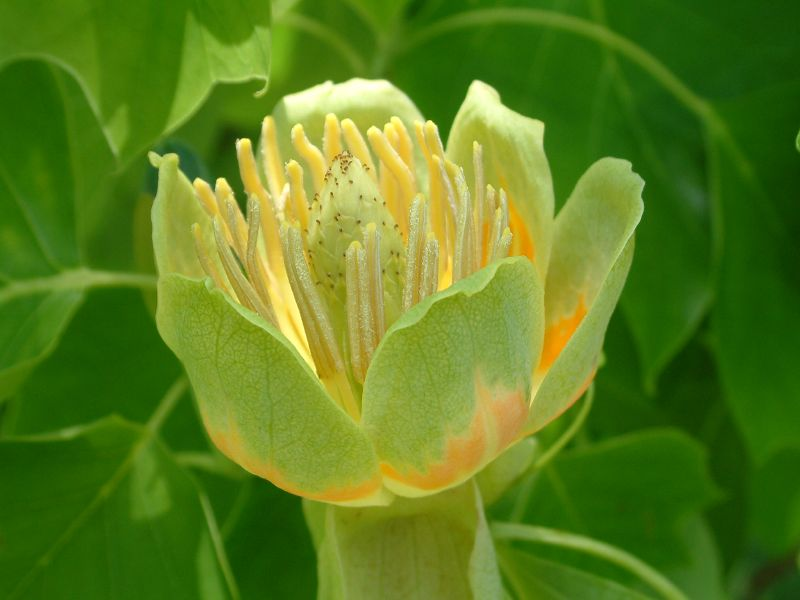
主要被子植物の ユリノキの花

主要被子植物 (学名：Mesangiospermae、俗称：Mesangiosperm ) は、被子植物の1グループである。被子植物の4つの系統群の内の一つで、全被子植物からアムボレラ目・スイレン目・アウストロバイレヤ目の3つの系統群を除いた残りから構成される単系統群である。
分類階級はないが、系統関係に基づいて分類群を命名するルールであるPhyloCode (ファイロコード) のシステムに基づいて  "Mesangiospermae" と命名されている。

## 概要
主要被子植物は被子植物全体の約99.95%にあたる約35万種を占めており、残りの約0.05%にあたる約175種は基部被子植物と呼ばれる側系統群に相当する。APG IIIでも同様のクレードが認識されるが、名前は与えられていない。
主要被子植物以外の被子植物のグループには、アムボレラ目・スイレン目・アウストロバイレヤ目の3つの目が存在する。これら3つの目から成る原始的な被子植物の側系統群が 「基部被子植物 (Basal angiosperms) 」 である。
主要被子植物は、以下の5つの系統群（クレード）から成る。
- マツモ目 ( Ceratophyllales )
- センリョウ目 ( Chloranthales )
- 真正双子葉類 ( Eudicots )
- モクレン類 ( Magnoliidae )
- 単子葉類 ( Monocots )

## 学名
主要被子植物「Mesangiospermae」は分類階級が与えられていない名前であり、系統樹の節 (ノード、分岐点)をベースにした系統群に対して与えられた名前である。その系統群の定義（限界）は、アメリカスズカケノキを含むがアムボレラ、ニオイヒツジグサ、アウストロバイレヤを含まないようなクラウングループの中で最も包括的なものとされる。

## 説明
分子系統学の研究では、主要被子植物のクレードは単系統群に分類されるグループとして常に強く支持されてきた。主要被子植物の全てに共通するが基部被子植物には見られないような特徴的な形質は、成熟した段階のものでは見つかっていないものの、胚発生の初期段階のものでは見つかっている。胚珠は胚嚢と呼ばれる配偶体を1つ包み、胚嚢は二極の構造で8つの細胞核を含む。反足細胞（胚嚢において合点側に位置する細胞）は宿存性で胚乳は3倍体である。

## 歴史
白亜紀のオーテリーブ期の地層から、最古の被子植物の化石として知られる主要被子植物の化石が見つかっている。
DNAシークエンスの比較による分子時計から、主要被子植物の起源は1億4千万年から1億5千万年前の間の白亜紀初期頃に登場したとされる。この時期は、ジュラ紀中期に最初の被子植物が登場してからおよそ2千5百万年後に相当する。
主要被子植物の登場から1億3千5百万年後、主要被子植物は適応放散し、センリョウ目・モクレン類・単子葉類・マツモ目・真正双子葉類の5つのグループに分かれている。5つのグループへの進化の放散は、おそらく約4百万年の間に起きている。
約4百万年間に渡るこの適応放散の期間は、約1億4千5百万年前から始まる主要被子植物の進化史から見ると短いものであるが、同時発生的とも言える主要被子植物の5つのグループが分化した後の期間は長い。主要被子植物の系統樹の内部の分岐がどのようになっているかは、まだ解明されていない。2007年、2つの研究で葉緑体ゲノムの大部分を比較し問題の5グループ間の系統関係を解明しようとした。これらの研究では、主要被子植物の系統関係としてもっとも近しいだろうものとして合意が得られた、単子葉類はセンリョウ目・真正双子葉類の系統群と姉妹群であるとされた。しかしながら、この結果は統計的に強い支持が得られたものではなく、単子葉類については他の樹形の方がよりわずかにより信頼性が高いという検定結果もある。これら2つの研究では、DNAの系統解析で用いられた種数がそれぞれ45種、64種と分類群の大きさに比して少ないものとなっているが、これは葉緑体ゲノムが完全に解読された種数が少ないことによる。